# Паромный терминал Тибьюрон
Паромный терминал Тибьюрон (англ. Tiburon Ferry Terminal) — паромный причал системы Golden Gate Ferry и Angel Island-Tiburon Ferry Company, расположенный в городе Тибьюрон в Северном заливе области залива Сан-Франциско, предназначенный для остановки пассажирских паромов.  Он используется для транспортировки работников, проживающих в округе Марин до рабочих центров города Сан-Франциско и служит отправной станцией переправы через залив Сан-Франциско до паромного вокзала Сан-Франциско. Терминал также предоставляет туристическое и рекреационное пассажирское обслуживание до паромного терминала Айяла Коув расположенного на острове Энджел.
Первоначально терминал служил пунктом пересадки с железной дороги Северного Тихоокеанского побережья North Pacific Coast Railroad на паромы, идущие до Сан-Франциско. Железная дорога была куплена Севернозападной Тихоокеанской железной дорогой, которая в 1909 году перенаправила все пассажирские железнодорожные поезда и паромное обслуживание до Сан-Франциско на паромный терминал города Сосалито, оставив в городе Тибьюрон станцию, предназначенную только для грузовых составов; челночные пассажирские паромы следующие из Тибьюрона в Сосалито продолжили транспортное сообщение вплоть до 1933 года. Грузовое железнодорожное обслуживание прекратилось 25 сентября 1967 года. В 1959 году открылось паромное сообщение, соединяющее остров Энджел с терминалом Тибьюрон. В 1962 году было восстановлено пригородное пассажирское сообщение до города Сан-Франциско под управлением компанией Red & White Fleet (в то время известной как Харбор Карриерс (Harbor Carriers)). В 1997 году это сообщение было передано компании Blue & Gold Fleet, а затем 6 марта 2017 года компании Golden Gate Ferry.